# Przylesie (Chojnowo)
Przylesie – przysiółek wsi Chojnowo w Polsce, położona w województwie warmińsko-mazurskim, w powiecie elbląskim, w gminie Tolkmicko, na obszarze Parku Krajobrazowego Wysoczyzny Elbląskiej.
W latach 1975–1998 przysiółek administracyjnie należał do województwa elbląskiego.